# فرگشت، ذهن و رفتار
فرگشت، ذهن و رفتار (به انگلیسی: Evolution, Mind and Behavior) یک مجله با دسترسی آزاد است که بر روی "کاربرد نظریه فرگشت در علوم رفتاری انسانی " تمرکز دارد. این مجله مقاله‌های تجربی و نظری را منتشر می‌کند. نویسندگان از رشته‌های مختلف از جمله انسان‌شناسی، روان‌شناسی و بوم‌شناسی رفتاری انسانی هستند.